# Mildred Fizzell
Mildred Fizzell, później Walker (ur. 12 czerwca 1915 w Toronto, zm. 11 listopada 1993 w Toronto) – kanadyjska lekkoatletka specjalizująca się w krótkich biegach sprinterskich oraz w skoku w dal, uczestniczka letnich igrzysk olimpijskich w Los Angeles (1932), srebrna medalistka olimpijska w biegu sztafetowym 4 × 100 metrów.

## Sukcesy sportowe
| Rok  | Miasto      | Zawody               | Konkurencja        | Wynik         |
| ---- | ----------- | -------------------- | ------------------ | ------------- |
| 1932 | Los Angeles | Igrzyska olimpijskie | sztafeta 4 × 100 m | srebrny medal |

## Rekordy życiowe
- bieg na 100 metrów – 12,2 – Los Angeles 01/08/1932[1]
- skok w dal – 5,48 – Vancouver 03/07/1934